# Блатна Полянка
Блатна Полянка (словац. Blatná Polianka, угор. Sárosmező) — село, громада в окрузі Собранці, Кошицький край, східна Словаччина. Кадастрова площа громади — 9,99 км². Населення — 157 осіб (за оцінкою на 31 грудня 2017 р.).

## Історія
Перша згадка 1417 року як Polyanka. Історичні назви: 1427-го — Polanka. В документі 1786 року згадується як Polyanka, 1920-го — Blatná Poľanka. Від 1948 року — Blatná Polianka. Угорські назви — Sarospolyánka та Sárosmezö.
.

## Географія
Село розташоване на висоті 104 м над рівнем моря.

## Населення
| Рік:            | 1994. | 2004.   | 2014.   | 2024.   |
| --------------- | ----- | ------- | ------- | ------- |
| Кількість осіб: | 190   | 173     | 167     | 172     |
| Різниця:        |       | -8,94 % | -3,46 % | +2,99 % |

| Рік:            | 2023. | 2024.   |
| --------------- | ----- | ------- |
| Кількість осіб: | 177   | 172     |
| Різниця:        |       | -2,82 % |

## Пам'ятки
В селі є бібліотека та футбольне поле.